# Lussy-sur-Morges
Lussy-sur-Morges é uma comuna da Suíça, situada no distrito de Morges, no cantão de Vaud. Tem 2,33 km² de área e sua população em 2018 foi estimada em 686 habitantes.